# Doraemon - Il film: Nobita e la grande avventura in Antartide "Kachi Kochi"
Doraemon - Il film: Nobita e la grande avventura in Antartide "Kachi Kochi" (ドラえもん のび太の南極カチコチ大冒険?, Doraemon: Nobita no Nankyoku kachikōchi daibōken, Doraemon: Nobita e la grande avventura nell'Antartide Kachikochi) è un film d'animazione del 2017 diretto da Atsushi Takahashi.
Si tratta del trentasettesimo film tratto dalla serie Doraemon di Fujiko Fujio.

## Trama
Doraemon, Nobita e i suoi amici (Shizuka, Gian, Suneo), stufi del clima eccessivamente caldo d'estate, decidono di recarsi a Sud dell'Oceano Pacifico, su un iceberg, per trovare un po' di fresco. Decidono anche di creare, grazie a un chiusky di Doraemon, un parco divertimenti. Tuttavia, il gruppo trova uno strano anello d'oro, risalente a oltre 100.000 anni prima e proveniente dall'Antartide, in un periodo in cui non era ancora popolato. Il gruppo decide così di recarsi in Antartide, dove trovano le rovine di un'enorme città sepolta nel ghiaccio. Usando la cintura del tempo, il gruppo torna all'epoca di Kara, una giovane ragazza collegata all'anello. Per scoprire il mistero il gruppo dovrà però superare le notevoli difficoltà date dalle ostili condizioni del luogo.

## Personaggi
Sono stati confermati due nuovi personaggi:
- Paopao, una strana creatura già apparsa in Doraemon: Shin Nobita no uchū kaitaku-shi (2009).
- Kaara, una ragazza misteriosa con uno strano abbigliamento, mai apparsa in altre avventure di Doraemon.

Riguardo ai personaggi abituali (Doraemon, Nobita, Shizuka, Gian, Suneo), sono stati confermati i loro abituali doppiatori.

## Colonna sonora
Crea il mio cuore (僕の心をつくってよ?, Boku no kokoro o tsukutte yo,), di Ken Hirai.

## Distribuzione
Il film viene annunciato per la prima volta l'8 luglio 2016, molto vagamente, sul sito di TV Asahi, dicendo che si avrebbero avute maggiori informazioni sulla pellicola in data 22 luglio. Il 15 luglio il film è annunciato da CoroCoro Comic (una rivista di Shogakukan), e il giorno stesso viene anche aperto il sito ufficiale. Il 22 luglio 2016, alle ore 19:30 del fuso orario giapponese (12:30, secondo il fuso orario italiano) viene pubblicato sul sito il primo trailer ufficiale del film.
Il film ha inoltre una tagline ufficiale: Un piccolo indizio è stato l'inizio di una grande avventura (小さなヒントは偉大な発見の何百万人を到来を告げます。?, Chīsana hinto wa idaina hakken no nan hyaku man hito o tōrai o tsugemasu).
Il film è stato distribuito nei cinema giapponesi dalla Toho, a partire 4 marzo 2017; in Italia la pellicola è stata distribuita nelle sale cinematografiche mediante Lucky Red, in occasione di un evento speciale, dal 5 all'11 luglio 2018.

### Edizione italiana
L'edizione italiana è a cura di Romina Franzini, doppiata presso la Merak Film di Milano su dialoghi di Alessandro Germano, mentre la direzione è a cura di Davide Garbolino.